# Белозор, Максим Алексеевич
Максим Алексеевич Белозор (род. 18 февраля 1963, Умань, УССР) — российский писатель, журналист и прозаик, сценарист, редактор, художник-график. Активный участник товарищества «Искусство или смерть».

## Биография
Родился 18 февраля 1963 года в городе Умань Черкасской области, Украина.
С 1978 по 1982 год учился в Ростовском художественном училище им. М. Б. Грекова по специальности «прикладная графика». В 1980-е жил в Ростове-на-Дону, входил в товарищество художников «Искусство или смерть», дружил с А. С. Тер-Оганьяном, Ю. Шабельниковым, В. Слепченко, С. Тимофеевым, И. Бурениным, С. Назаровым, В. Протопоповым.
В 1993 переехал в Москву. Работал редактором в программе «Времечко», газете «Сегодня», журнале «Итоги».
Входил с 2002 года в Товарищество мастеров искусств «Осумасшедшевшие безумцы», созданное поэтом Мирославом Немировым.
С 2003 года занимается написанием киносценариев.
В июне 2017 года Фонд Михаила Прохорова в рамках открытого благотворительного конкурса «Новый театр» выделил средства на постановку совместно с ростовским Театром 18+ спектакля Всеволода Лисовского по книге Максима Белозора «Волшебная страна». Премьера спектакля «Волшебная страна» состоялась 3 сентября 2017 года. Московская премьера нового издания книги состоялась 18 ноября 2017 года в кафе «Dada» (книжный угол «Живёт и работает»).
Живёт и работает в Москве.

## Книги Максима Белозора
- Белозор М. Волшебная страна. — СПб: Красный матрос, 1999. — 158 с. — ISBN 5-7187-0358-2.
- Белозор М. Жезл дьявола. — СПб: Красный матрос, 2002. — 152 с. — ISBN 5-7187-0394-9.
- Белозор М. Волшебная страна. / Синяя книга алкоголика. — СПб: Амфора, 2006. — 288 с. — ISBN 5-94278-990-8.
- Белозор М. Волшебная страна. — СПб: Красный матрос, 2017. — 160 с. — ISBN 5-7187-0358-2.[15]

## Фильмография

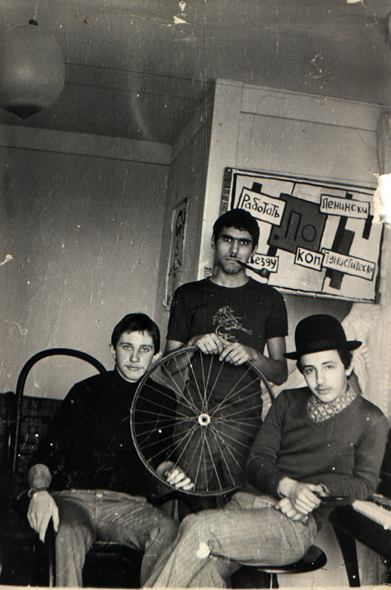
В. Протопопов, А. Тер-Оганьян, М. Белозор. Ростов-на-Дону, 1981 г.

### Сценарии
- 2007 — Телесериал «Платина»
- 2007 — Телесериал «Люблю тебя до смерти»
- 2008 — Телесериал «ГИБДД и т. д.»
- 2009 — Телесериал «Черчилль»[16]
- 2010 — Телесериал «Нанолюбовь»
- 2011 — Телесериал «Жизнь и приключения Мишки Япончика»[16][17][18]
- 2012 — Телесериал «Без свидетелей»
- 2012 — Телесериал «Фантом»
- 2013 — Телесериал «Шулер»[19]
- 2014 — Телесериал «Волчье солнце»[16][19][20][21]
- 2014 — Телесериал «Пляж»
- 2015 — Телесериал «Маэстро»[22][23][24]
- 2017 — Телесериал «Смертельный номер»[25][26]
- 2018 — «Одесса» (реж. Валерий Тодоровский)[27][28]
- 2020 — Телесериал «Бомба»